# Eiskunstlauf-Europameisterschaft 1904
Die 10. Eiskunstlauf-Europameisterschaft fand am 16. und 17. Januar 1904 in Davos statt.
Es war die erste Eiskunstlauf-Europameisterschaft seit 1901, da 1902 und 1903 wegen Eismangels keine Europameisterschaften stattfinden konnten.

## Ergebnis

### Herren
| Platz | Sportler             | Land                   |
| ----- | -------------------- | ---------------------- |
| 1     | Ulrich Salchow       | Schweden               |
| 2     | Max Bohatsch         | Österreich             |
| 3     | Nikolai Panin        | Russland               |
| 4     | Martin Gordan        | Deutsches Reich        |
|       | Madge Syers-Cave (Z) | Vereinigtes Königreich |
|       | Heinrich Burger (Z)  | Deutsches Reich        |

- Z = Zurückgezogen

Punktrichter:
- Tibor von Földváry  Ungarn
- Gustav Hügel  Österreich
- Kurt Dannenberg  Deutsches Reich
- P. Birum  Schweiz
- C. Hopkins  Vereinigtes Königreich
- R. Büchtger  Russland
- G. R. Wood  Vereinigtes Königreich

## Quelle
- European figure skating championships 1900–1909. Skatabase, archiviert vom Original am 11. Oktober 2008; abgerufen am 18. Mai 2018 (englisch).